# Distroff
Distroff (deutsch Diesdorf, lothringisch Dischdrëf bzw. Dischtrof) ist eine französische Gemeinde mit 1853 Einwohnern (Stand 1. Januar 2022) im Département Moselle in der Region Grand Est (bis 2015 Lothringen). Sie gehört zum Arrondissement Thionville und zum Kanton Metzervisse.

## Geografie
Distroff liegt etwa neun Kilometer südöstlich von Thionville, im Tal des Flusses Bibiche, auf einer Höhe zwischen 163 und 257 m über dem Meeresspiegel. Das Gemeindegebiet umfasst 7,98 km².

## Geschichte
Der Ort wurde 936 erstmals als villa Theodorica erwähnt, 1224 dann als Thiesdorf. Seit 1659 gehört Distroff zu Frankreich. Vorher gehörte es als Lehen zu Luxemburg.
Von 1811 bis 1902 war der Nachbarort Kuntzig (dt. Künzig) eingemeindet.

### Bevölkerungsentwicklung
| Jahr      | 1962 | 1968 | 1975 | 1982 | 1990 | 1999 | 2007 | 2019 |
| Einwohner | 1068 | 1016 | 1346 | 1436 | 1421 | 1481 | 1505 | 1828 |